# 张僧繇
张僧繇（479年—？），吴中（今江苏苏州）人，南梁著名宮廷畫師。梁武帝天监（502年-519年）中为武陵王国侍郎、在宫廷秘阁掌管画事，历任右军将军、吴兴太守。子善果、儒童，师于父，均擅绘宗教画。

## 生平
张僧繇擅长写真、释道人物及佛教画；武帝崇奉佛教，凡装饰佛寺，多命他画壁，所绘的佛像自成样式，有“张家样”之称，被雕塑者取作模范；亦精肖像，曾画在外诸王之外貌，武帝看了，认为“对之如面”。
他亦善画龙、鹰、花卉、山水等，他画的龙非常神妙。相传他在金陵安乐寺画了四条龙，给其中的一条龙点上了眼睛，这一条龙便腾云驾雾地飞到天上去了，而未点睛者仍在墙壁上。（“画龙点睛”）。
他一生苦学，“手不释笔，俾夜作昼，未栾倦怠，数纪之内，无须臾之闲。”

## 风格
评者谓僧繇勤于作画，师模宏远，骨气奇伟，“六法”精备。用笔多依书法，点曳斫拂，如钩戟利剑，改变东晋顾恺之、南朝宋陆探微连绵循环之势。又因着为笔不多，点划时见缺落，而形象具备，有意到笔不到之妙，与唐吴道子并称“疏体”，以区别于顾陆的“密体”。 

## 作品
张僧繇的作品有《五星二十八宿神形图》、《梁武帝像》、《汉武射蛟图》、《吴王格武图》、《行道天王图》、《清谿宫水怪图》、《摩纳仙人图》等，分别著录于《宣和画谱》、《历代名画记》、《贞观公私画史》。传世作品有《五星二十八宿神形图》，今存唐人梁令瓒摹本现藏于日本大阪市立美术馆。

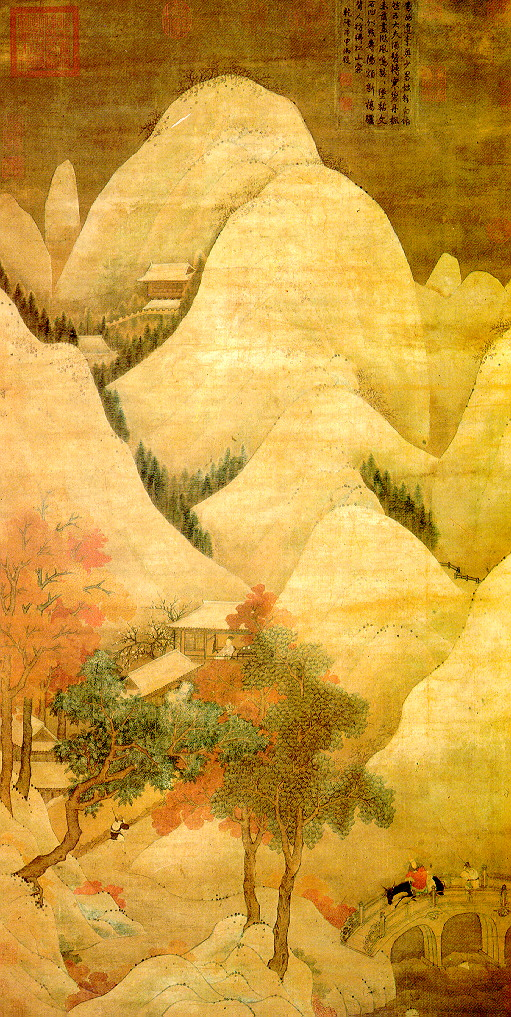
张僧繇《雪山红树图》，所绘山石不勾轮廓的技巧，即没骨法 ，畫幅右側雖有「僧繇」兩字款，疑為晚明仿其畫風之作。
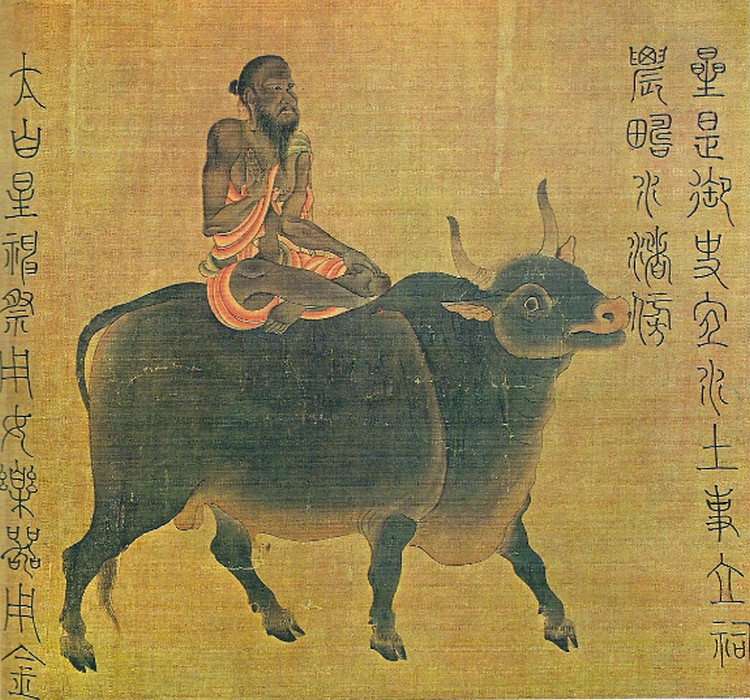
《五星二十八宿神形图》摹本局部，土星
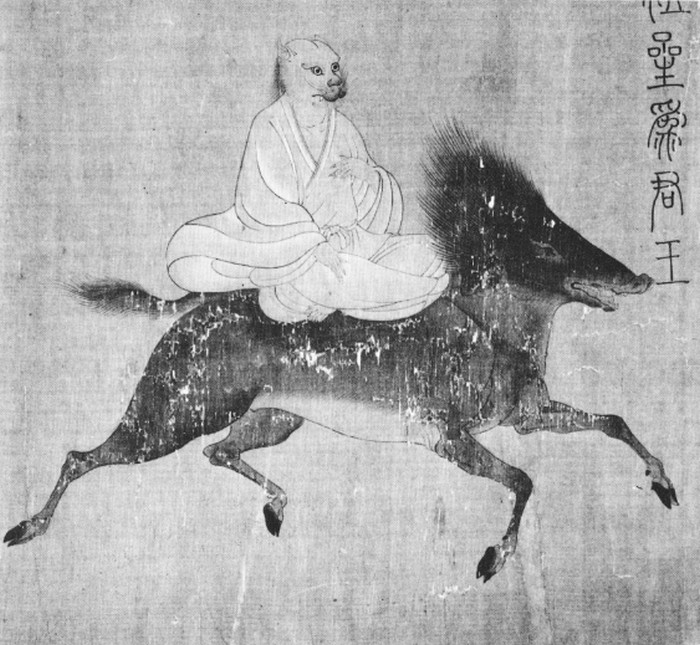
《五星二十八宿神形图》摹本局部，木星